# Moškrič
Moškrič je priimek več znanih Slovencev:  
- Bojana Moškrič (*1955), klinična psihologinja, psihoterapevtka
- Janez Moškrič, poslanec DZ
- Jože Moškrič (1909—1943), dramatik in pesnik, partizan in narodni heroj
- Marjana Moškrič (*1958), pisateljica in knjižničarka
- Živa Moškrič, oblikovalka vizualnih sporočil